# Unicodeblock Altnordarabisch
Der Unicodeblock Altnordarabisch (engl. Old North Arabian, U+10A80 bis U+10A9F) enthält die altnordarabischen Zeichen.

## Liste
Alle Zeichen haben die bidirektionale Klasse „rechts nach links“.
| Unicodenummer   | Zeichen (400 %) | Kategorie                               | Offizielle Bezeichnung          | Beschreibung                      |
| --------------- | --------------- | --------------------------------------- | ------------------------------- | --------------------------------- |
| U+10A80 (68224) | 𐪀               | anderer Buchstabe, Silbe oder Ideogramm | OLD NORTH ARABIAN LETTER HEH    | Altnordarabischer Buchstabe Heh   |
| U+10A81 (68225) | 𐪁               | anderer Buchstabe, Silbe oder Ideogramm | OLD NORTH ARABIAN LETTER LAM    | Altnordarabischer Buchstabe Lam   |
| U+10A82 (68226) | 𐪂               | anderer Buchstabe, Silbe oder Ideogramm | OLD NORTH ARABIAN LETTER HAH    | Altnordarabischer Buchstabe Hah   |
| U+10A83 (68227) | 𐪃               | anderer Buchstabe, Silbe oder Ideogramm | OLD NORTH ARABIAN LETTER MEEM   | Altnordarabischer Buchstabe Meem  |
| U+10A84 (68228) | 𐪄               | anderer Buchstabe, Silbe oder Ideogramm | OLD NORTH ARABIAN LETTER QAF    | Altnordarabischer Buchstabe Qaf   |
| U+10A85 (68229) | 𐪅               | anderer Buchstabe, Silbe oder Ideogramm | OLD NORTH ARABIAN LETTER WAW    | Altnordarabischer Buchstabe Waw   |
| U+10A86 (68230) | 𐪆               | anderer Buchstabe, Silbe oder Ideogramm | OLD NORTH ARABIAN LETTER ES-2   | Altnordarabischer Buchstabe Es-2  |
| U+10A87 (68231) | 𐪇               | anderer Buchstabe, Silbe oder Ideogramm | OLD NORTH ARABIAN LETTER REH    | Altnordarabischer Buchstabe Reh   |
| U+10A88 (68232) | 𐪈               | anderer Buchstabe, Silbe oder Ideogramm | OLD NORTH ARABIAN LETTER BEH    | Altnordarabischer Buchstabe Beh   |
| U+10A89 (68233) | 𐪉               | anderer Buchstabe, Silbe oder Ideogramm | OLD NORTH ARABIAN LETTER TEH    | Altnordarabischer Buchstabe Teh   |
| U+10A8A (68234) | 𐪊               | anderer Buchstabe, Silbe oder Ideogramm | OLD NORTH ARABIAN LETTER ES-1   | Altnordarabischer Buchstabe Es-1  |
| U+10A8B (68235) | 𐪋               | anderer Buchstabe, Silbe oder Ideogramm | OLD NORTH ARABIAN LETTER KAF    | Altnordarabischer Buchstabe Kaf   |
| U+10A8C (68236) | 𐪌               | anderer Buchstabe, Silbe oder Ideogramm | OLD NORTH ARABIAN LETTER NOON   | Altnordarabischer Buchstabe Noon  |
| U+10A8D (68237) | 𐪍               | anderer Buchstabe, Silbe oder Ideogramm | OLD NORTH ARABIAN LETTER KHAH   | Altnordarabischer Buchstabe Khah  |
| U+10A8E (68238) | 𐪎               | anderer Buchstabe, Silbe oder Ideogramm | OLD NORTH ARABIAN LETTER SAD    | Altnordarabischer Buchstabe Sad   |
| U+10A8F (68239) | 𐪏               | anderer Buchstabe, Silbe oder Ideogramm | OLD NORTH ARABIAN LETTER ES-3   | Altnordarabischer Buchstabe Es-3  |
| U+10A90 (68240) | 𐪐               | anderer Buchstabe, Silbe oder Ideogramm | OLD NORTH ARABIAN LETTER FEH    | Altnordarabischer Buchstabe Feh   |
| U+10A91 (68241) | 𐪑               | anderer Buchstabe, Silbe oder Ideogramm | OLD NORTH ARABIAN LETTER ALEF   | Altnordarabischer Buchstabe Alef  |
| U+10A92 (68242) | 𐪒               | anderer Buchstabe, Silbe oder Ideogramm | OLD NORTH ARABIAN LETTER AIN    | Altnordarabischer Buchstabe Ain   |
| U+10A93 (68243) | 𐪓               | anderer Buchstabe, Silbe oder Ideogramm | OLD NORTH ARABIAN LETTER DAD    | Altnordarabischer Buchstabe Dad   |
| U+10A94 (68244) | 𐪔               | anderer Buchstabe, Silbe oder Ideogramm | OLD NORTH ARABIAN LETTER GEEM   | Altnordarabischer Buchstabe Geem  |
| U+10A95 (68245) | 𐪕               | anderer Buchstabe, Silbe oder Ideogramm | OLD NORTH ARABIAN LETTER DAL    | Altnordarabischer Buchstabe Dal   |
| U+10A96 (68246) | 𐪖               | anderer Buchstabe, Silbe oder Ideogramm | OLD NORTH ARABIAN LETTER GHAIN  | Altnordarabischer Buchstabe Ghain |
| U+10A97 (68247) | 𐪗               | anderer Buchstabe, Silbe oder Ideogramm | OLD NORTH ARABIAN LETTER TAH    | Altnordarabischer Buchstabe Tah   |
| U+10A98 (68248) | 𐪘               | anderer Buchstabe, Silbe oder Ideogramm | OLD NORTH ARABIAN LETTER ZAIN   | Altnordarabischer Buchstabe Zain  |
| U+10A99 (68249) | 𐪙               | anderer Buchstabe, Silbe oder Ideogramm | OLD NORTH ARABIAN LETTER THAL   | Altnordarabischer Buchstabe Thal  |
| U+10A9A (68250) | 𐪚               | anderer Buchstabe, Silbe oder Ideogramm | OLD NORTH ARABIAN LETTER YEH    | Altnordarabischer Buchstabe Yeh   |
| U+10A9B (68251) | 𐪛               | anderer Buchstabe, Silbe oder Ideogramm | OLD NORTH ARABIAN LETTER THEH   | Altnordarabischer Buchstabe Theh  |
| U+10A9C (68252) | 𐪜               | anderer Buchstabe, Silbe oder Ideogramm | OLD NORTH ARABIAN LETTER ZAH    | Altnordarabischer Buchstabe Zah   |
| U+10A9D (68253) | 𐪝               | anderes Zahlzeichen                     | OLD NORTH ARABIAN NUMBER ONE    | Altnordarabische Zahl Eins        |
| U+10A9E (68254) | 𐪞               | anderes Zahlzeichen                     | OLD NORTH ARABIAN NUMBER TEN    | Altnordarabische Zahl Zehn        |
| U+10A9F (68255) | 𐪟               | anderes Zahlzeichen                     | OLD NORTH ARABIAN NUMBER TWENTY | Altnordarabische Zahl Zwanzig     |